# Antheny
Antheny je francouzská obec v departementu Ardensko v regionu Grand Est. V roce 2011 zde žilo 106 obyvatel.

## Sousední obce
Auge, Auvillers-les-Forges, Bossus-lès-Rumigny, Champlin, Neuville-lez-Beaulieu, Rumigny, Tarzy,

## Vývoj počtu obyvatel
Počet obyvatel 